# Dầu Dippel
Dầu Dippel (đôi khi gọi là dầu xương) là một phụ phẩm chứa nitơ từ chưng cất phá hủy xương. Nó là chất lỏng sẫm màu, nhớt, giống như hắc ín với mùi khó ngửi, được đặt tên theo người sáng chế ra nó là Johann Conrad Dippel (1673-1734).
Dầu Dippel chủ yếu là các chuỗi chất béo, với các nhóm chức chứa nitơ và bao gồm các hóa chất như pyrrol (C4H4NH), pyridin (C5H5N) và các nitril (R−C≡N), cũng như các hợp chất hữu cơ khác của nitơ.
Dầu Dippel từng có một số ứng dụng mà hiện nay phần lớn đã trở thành lỗi thời. Công dụng chủ yếu của nó là làm chất xua đuổi động vật và côn trùng. Nó từng được sử dụng hạn chế làm chất gây rối trong chiến tranh hóa học trong chiến dịch sa mạc thuộc Thế chiến II. Dầu này cũng được sử dụng để làm cho các giếng nước trở thành không uống được và vì thế gây khó khăn cho kẻ thù.
Do không gây chết người nên loại dầu này từng được tuyên bố là không vi phạm công ước Geneva 1925.